# 來間島

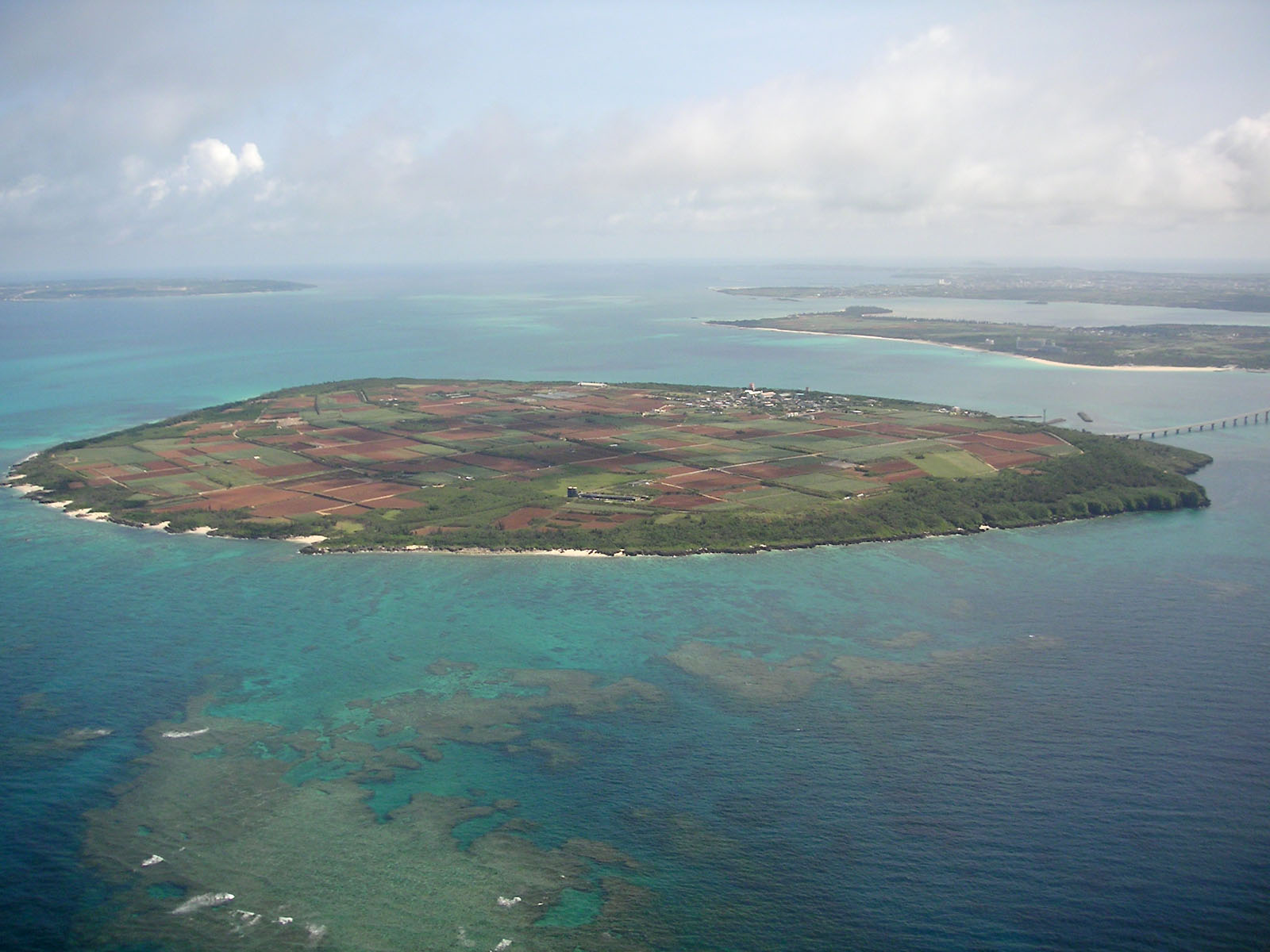
來間島空照圖

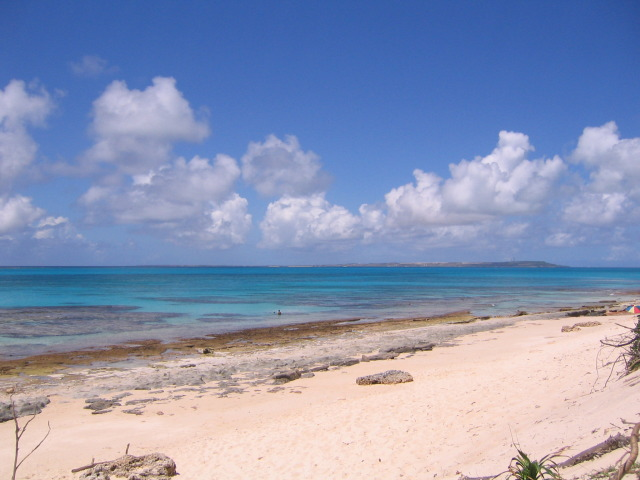
來間島沙灘

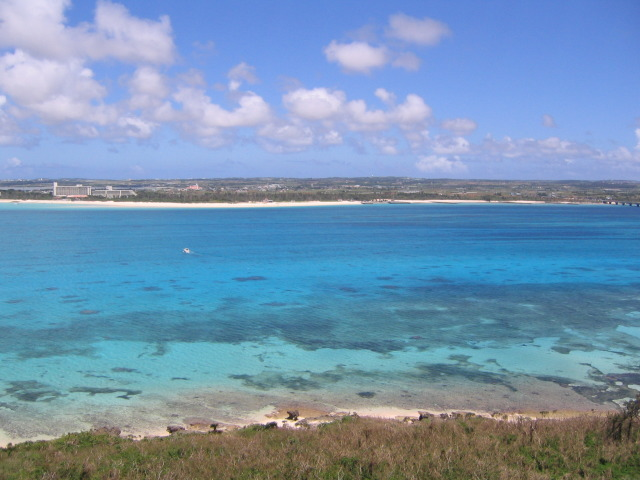
從來間島遠眺宮古島

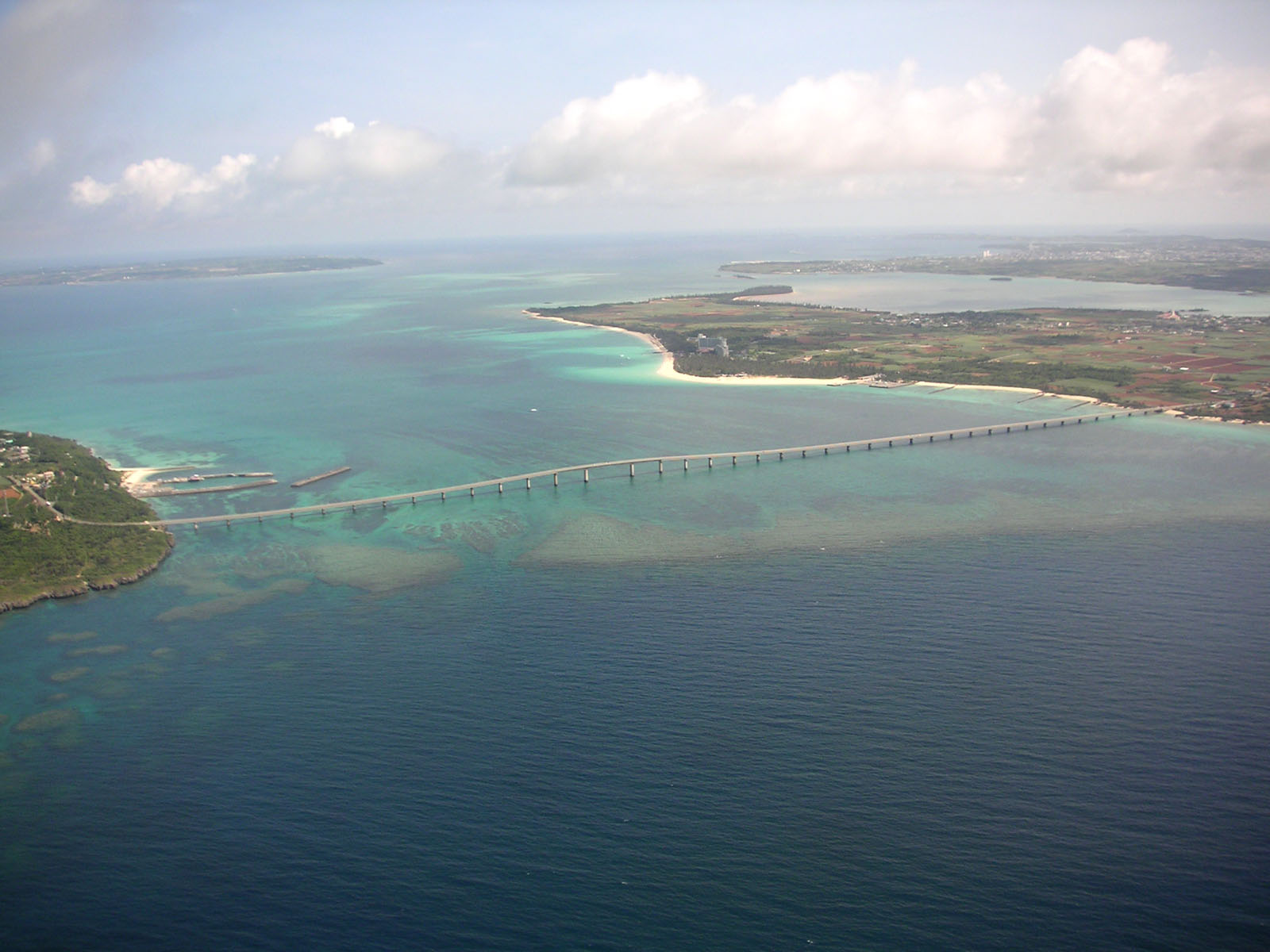
來間島大橋，左側為來間島，右側為宮古島

來間島（日语：／ Kurima-jima・Kurema-jima、琉球語：／ ）位於琉球列島宮古群島的宮古島西南方1.5公里處。行政區劃屬於沖繩縣宮古島市。全島面積2.9平方公里，周長6.9公里，最高點海拔46.9公尺。
與宮古島同樣是珊瑚礁島嶼，1995年3月與宮古島相連全長1690公尺的來間大橋通車。現有人口約200人。產業以甘蔗栽培、飼養肉牛為主等。
24°43′33″N 125°15′06″E / 24.72583°N 125.25167°E